# Hannelie Coetzee
Hannelie Coetzee (* ?) je vizuální umělkyně a profesionální fotografka z Johannesburgu. Její tvorba zahrnuje sociální dokumentární fotografii, vizuální umění a společné umělecké projekty.

## Vzdělání
Hannelie Coetzee maturovala na střední škole Estcourt v roce 1989. Titul BTech v oboru fotografie získala na Vaal University of Technology (1990–1994) a diplom v oboru výtvarné umění na Witwatersrand University z Wits Fine Arts Department (1996–1997).

## Dílo
Coetzee pracuje více než dvacet let jako fotografka se specializací na sociální dokumentární fotografii. Spolupracovala s nevládními organizacemi (NGO) i s korporátními společnostmi na zachycení jejich sociálních investic a rozvojových projektů. Zastupuje ji Aurora Photos v New Yorku.
V březnu 2002 Coetzee zahájila svou první samostatnou výstavu Bossie Series ve fotografické galerii Bell-Roberts v Kapském Městě. ArtsLink poznamenal, že „I když lze tuto sérii popsat jako tradiční fotografii, Hannelie Coetzee vložila do obrazů svůj vlastní směr...Vytváří smyslný, téměř sametový povrch, který zpochybňuje konvenční fotografii.“
V listopadu 2009 získala Coetzee cenu za zásluhy PPC Young Concrete Sculptor za svůj projekt „Webcam Two Faces“, autoportrét s webovou kamerou kombinovanou s betonem a kamenem. Porotci dílo považovali za „výjimečně zajímavé“.
Od roku 2010 době Coetzee pracuje s vyřazeným / zpracovaným kamenem. Začala fotografováním kamene a poté přešla ke sbírání kamene, výrobě kamenných mozaik a nakonec k tvorbě kamenných soch. Sbírání, přeskupování a dokumentování kamenů se stalo tématem její tvorby posledních deseti let (2010-2020).
Kromě různých místně specifických děl v Jižní Africe, jako je Infecting the City a Site Specific Land Arts festival, Coetzee udělala několik prací v Johannesburgu, aby se znovu spojila se svými kořeny ve městě. Velké zakázkové dílo z těžebního jádra „The Change Agent“ bylo odhaleno v únoru 2012 v okrsku Maboneng na fasádě nové budovy The Main Change. V březnu 2012 vytvořila Coetzee dočasný objekt s názvem „Buigkrag“ v parku Nirox Sculpture v Gautengu, který se zabývá vztahem obyvatel k energii. Poté se stal součástí stálé kolekce Nirox.
Coetzee spolupracuje s umělkyní Ushou Seejarimovou na  iniciativě Such Initiative, společnosti Section 21 založené v roce 2009 a ekologické veřejné umělecké organizaci. Vizí takové iniciativy je „změna vnímání prostřednictvím ekologicky uvědomělého veřejného umění“. Veřejné umění vytvořené prostřednictvím takové iniciativy je participativní proces zahrnující odborníky i členy komunity. Materiály a procesy jsou ekologické a přizpůsobené komunitě. Vede komentované prohlídky, ve kterých osobně objíždí své veřejné umění ve Fordsburgu, Braamfonteinu a Mabonengu se skupinami 40–50 lidí.

## Výstavy
- 2002 Bossie Exhibition jako Bell-Roberts
- 2004: Lomo Exhibition
- 2006: Freestyle, Afronova
- 2007: Jive Soweto, Hector Peterson Museum
- 2008: Aardklop, Snowflake
- 2009: PPC ocenění za zásluhy, Pretoria Art Museum
- 2009: Domestic, Goethe on Main
- 2010: ‘Uitpak’, Johannesburg Art Gallery
- 2010: ATKV, KKNK
- 2011: Ik ben een Afrikaner
- 2012: Ik ben een Afrikaner